# Cranaostygnus marcuzzi
Cranaostygnus marcuzzi is een hooiwagen uit de familie Cranaidae.